# قارچ‌های سیاهکی
قارچ‌های سیاهکی (نام علمی: Ustilaginomycetes) نام یک رده از subdivision قارچ‌های سوزان است.